# Llista de museus d'Ucraïna

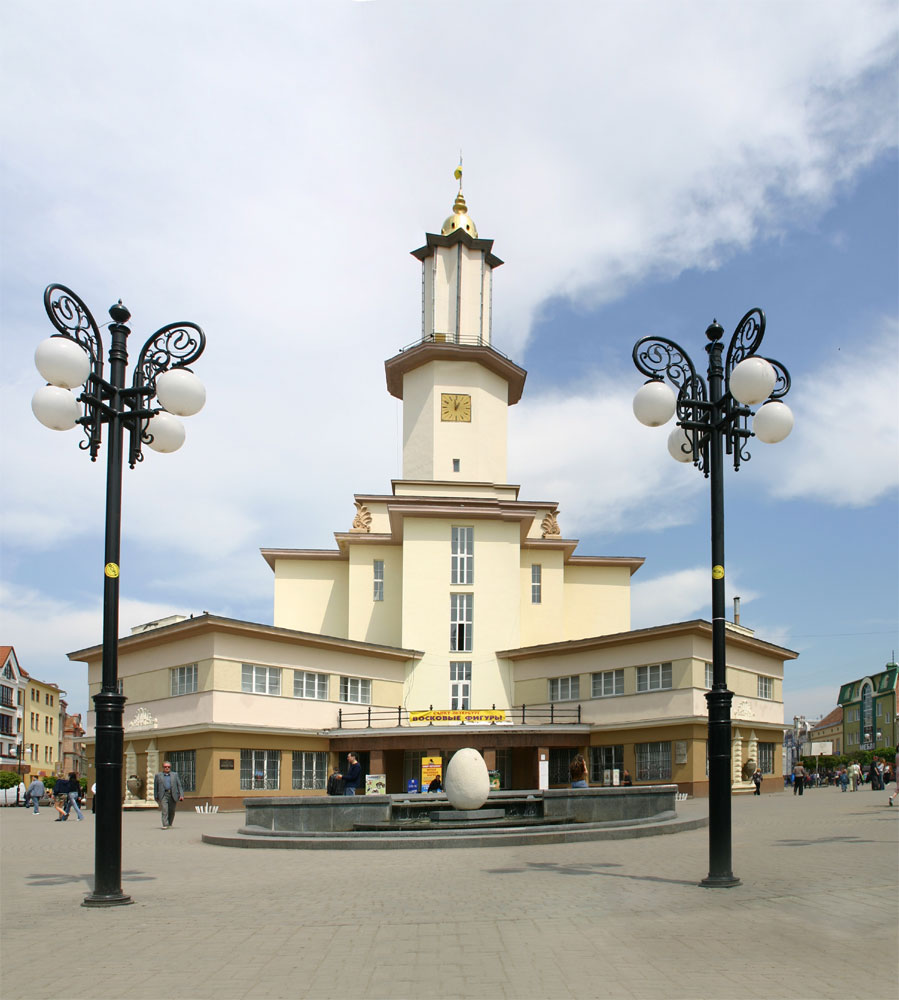
Museu provincial d'Ivano-Frankivsk, a l'antic edifici de l'ajuntament.

Museus d'Ucraïna conté una llista de diversos museus al territori d'Ucraïna, organitzats per tipus, i també museus a l'estranger però relacionats amb Ucraïna.

## Museus al territori d'Ucraïna

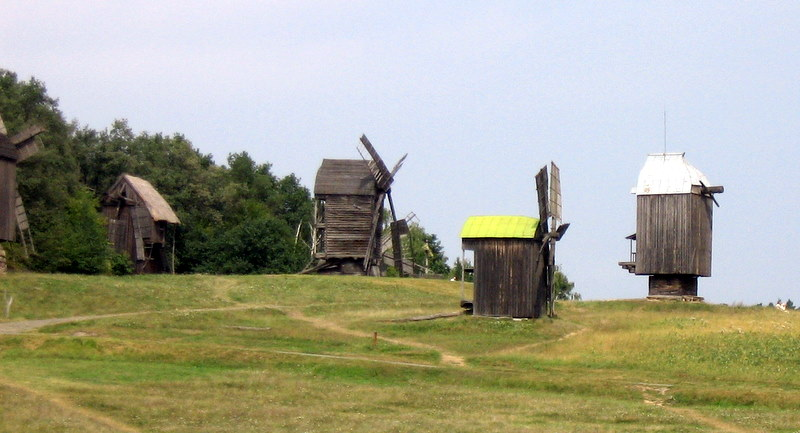
Molins de vent al museu d'arquitectura popular nacional a Pyróhiv.

Hi ha molts museus repartits pel territori, de manera que, en un lloc inesperat, podem trobar amb una col·lecció molt bona d'art, tot i que possiblement petita. Al museu municipal d'art de Khmelnitski, per exemple, hi ha una compacte però excel·lent col·lecció d'obres de la Maria Pryimatxenko (no sempre exposades per falta d'espai).

### Museus d'art i de les arts
- Vegeu també la secció més avall de "Museus d'art dedicats a un sol artista".

#### A Kíev
- Museu nacional d'art d'Ucraïna (Націона́льний худо́жній музе́й України, Natsionalnyi khudojnii muzei Ukraïny), a Kíev. Tot i que és relativament petit, té una bona selecció de pintura de tots els temps. Inclou obres de les avantguardes ucraïneses, com ara l'Oleksandra Ekster (més coneguda a l'oest com a Alexandra Exter) i el Davyd Burliuk. Vegeu la seva Arxivat 2015-05-06 a Wayback Machine. (en ucraïnès) i un article en anglès més una selecció d'imatges.

- Museu Nacional d'Art Decoratiu Popular Ucraïnés (Музей українського народного декоративного мистецтва). Un dels museus d'art més grans d'Ucraïna, es troba dins el recinte del Monestir de les Coves de Kíev. Vegeu la pàgina oficial (en ucraïnès i en anglès).

- Centre de Cultura Folklòrica d'Ucraïna - Museu Ivan Hontxar (Український центр народної культури «Музей Івана Гончара»). Vegeu la pàgina oficial (en ucraïnès, rus i anglès).
- Museu del Patrimoni Cultural d'Ucraïna - obres d'art d'artistes que es veieren forçats a viure a l'exili (vegeu Diàspora ucraïnesa)

- Museu d'art Occidental i Oriental de Kíev (Київський музей західного та східного мистецтва), també conegut com a Museu d'art de Bohdan i Vàrvara Khanenko (Музей Мистецтв імені Богдана та Варвари Ханенків) - museu dedicat a l'art d'Europa Occidental, d'una banda, i d'altra banda, a l'art Oriental (Orient Llunyà, Orient Pròxim, Àsia central), de la qual té una magnífica col·lecció. Va ser fundat el 1919, a base de la col·lecció privada dels mecenes, Bohdan i Vàrvara Khanenko i constitueix la major col·lecció d'art estrangera a Ucraïna. Durant l'URSS era considerada la tercera col·lecció d'aquest tipus, després de l'Ermitage a Sant Petersburg i el Museu d'art Puixkin a Moscou.

- Museu Nacional d'Art Rus (Національний музей російського мистецтва), museu dedicat exclusivament a l'art rus.

- Museu d'art contemporani d'Ucraïna (Музей сучасного образотворчого мистецтва України), museu privat amb riques col·leccions que comprenen obres d'uns 500 artistes. Fundat per l'home de negocis i president de l'Associació de joiers d'Ucraïna, Serhíi Tsiupko (Сергій Цюпко) el 2005. Vegeu els articles a Arts in UA i a Korespondent.net (tots dos en ucraïnès, amb algunes fotos).

- PinchukArtCentre, museu o galeria d'art contemporani, vegeu a baix sota "galeries d'art".

- Centre cultural i pedagògic Alex Art House (Культурно-просветительский центр Alex Art House, tb. Галереї приватних колекцій Олександра Прогнімака, Galeria de les col·leccions privades d'Oleksandr Pohrimak) - museu privat de col·leccions diverses: cartografia, llibres valuosos, pintura, icones, etc. Fundat el 2009 pel col·leccionista i mecenes, Oleksandr Prohnímak (Олекса́ндр Прогні́мак). Vegeu la seva pàgina oficial Arxivat 2010-08-06 a Wayback Machine. (només en rus).

- Museu dels tresors espirituals d'Ucraïna (Міський музей «Духовні скарби України»), museu privat d'art dedicat a les icones i a l'art naïf, com ara obres de la Maria Pryimatxenko. També té un espai dedicat a exposicions temporals d'art contemporani. Fundat pel cardiòleg i col·leccionista Íhor Ponamartxuk (Ігор Понамарчук).

- Museu de Iakubovskyi, tb. Museu Iakubovskyi o Can Iakubovskyi («Музей Якубовських», també «Музей Якубовські» o «Дім Якубовскі»), museu privat a Kíev, fundat pel col·leccionista, restaurador d'art i home de negocis, Oleh Iakubovskyi (Олег Іванович Якубовський). La història del museu comença a finals del segle xix, a la ciutat de Brody, óblast de Lviv, on aquesta nissaga de restauradors tenia el taller, on s'especialitzaven en la restauració d'icones, però també creaven obres noves en estils antics per clients. El fons del museu comprèn uns 1200 objectes d'art de totes les èpoques.

- Museu de Teatre, Música i Cinema de Kíev (Державний Музей Театрального, Музичного та Кіномистецтва України) - part del complex del Monestir de les Coves de Kíev.

#### A Lviv
- Museu Nacional (d'Art Ucraïnès) Andríi Xeptytskyi de Lviv (Національний музей імені Андрея Шептицького), a Lviv. Un dels majors tresors d'art i cultura nacionals, fou fundat el 1905 pel Metropolità Andríi Xeptytskyi. Conté la major i més completa col·lecció d'icones (unes 4000) i d'art sacre del país (s. XII-XVIII); també té col·leccions d'altres estils de pintura (renaixement i barroc ucraïnès, etc.), art popular, art decoratiu, gravats, manuscrits, publicacions, escultura, brodats, etc.

- Galeria Nacional d'Art de Lviv (Львівська національна галерея мистецтв), fundat el 1914, l'edifici principal havia pertangut a l'historiador i col·leccionista d'art, Vladyslav Lozynskyi. La col·lecció comprèn els estils i moviments principals de l'art europeu dels segles ХІХ-ХХ ("empire", romaniticisme, impressionisme, avantguardes, modernisme, neobizantisme i altres). Una de les col·leccions més importats d'art europea, retrat de Lviv i retrat ucraïnès dels segles XVI-XІХ, d'icones i mobles. Te obres d'art úniques d'autors polonesos i austríacs. A les seves 24 sales, hi ha més de 400 exemplars d'art de mestres francesos, austríacs, alemanys, polonesos, russos i ucraïnesos, entre d'altres. De fet, és un complex museístic que té 8 "seccions" en 8 edificis separats repartits per la ciutat de Lviv, més 8 museus més en altres parts de l'óblast, incloent-hi 5 castells. Vegeu la seva pàgina oficial (en ucraïnès).

- Museu al Palau dels Pototskyi (Музей у Палаці Потоцьких ЛГМ), especialitzat en art europeu dels segles XIV a XVIII, també es visita el palau del segle xviii per veure'n les col·leccions. És una sucursal de la Galeria d'art de Lviv. Vegeu la seva pàgina oficial (en ucraïnès).

- Museu d'etnografia i de les arts decoratives o d'arts i oficis (Музей етнографії та художнього промислу ІН НАНУ) a Lviv. Col·leccions de cartells (segle XIX - principis del XX), art decoratiu en metall, rellotges, art sacre (metall, esmaltats, retaules portàtils, brodats, etc.) i altres obres.

- Museu de mobles i porcellanes (Музей меблів та порцеляни), és una sucursal del Museu d'etnografia i arts decoratives de Lviv. Té una col·lecció d'uns 680 mobles. A part de mobles, té col·leccions de porcellanes, faience, majolica, vidre treballat, ferreria, coure, estany, joies, com també una col·lecció d'obres en metall (orfebreria, etc.) d'artesans jueus de Halytxynà dels segles XVII-XIX, entre altres obres. El fons del museu comprèn unes 5000 peces de les col·leccions de metall i unes 11 mil de les col·leccions de ceràmiques i vidres.

#### A l'óblast de Poltava
- Museu-monument nacional de la ceràmica a Opíxnia (Національний музей-заповідник українського гончарства в Опішному), a l'assentament de tipus urbà d'Opíxnia (Опішня), un dels centres d'art de la terrissa a Ucraïna. Vegeu unes fotos de les col·leccions a la plana Museus d'Ucraïna (les que corresponen al museu comencen la secció central de la plana) - (en ucraïnès).

- Museu de l'óblast de Poltava (Полтавський краєзнавчий музей), a la ciutat de Poltava. En un edifici de principis de segle amb 40 sales d'exposició, el fons del museu consisteix en unes 300 mil peces, entre brodats, teixits, catifes, art sacre (objectes eclesiàstics), i nombroses rareses, com ara una col·lecció d'art egipci, antiguitats grecoromanes, art oriental i antiguitats cosaques. També conté el que fou el nucli original del museu, una col·lecció de sòls i herbari procedent de les expedicions del famós edafòleg i botànic, Vassyl Vassýliovytx Dokutxàiev (Василь Васильович Докучаєв, 1846-1903). Vegeu una foto de l'edifici a baix, a la galeria d'imatges, i una altra a la plana "Les 7 meravelles d'Ucraïna" Arxivat 2010-05-28 a Wayback Machine. (en ucraïnès).

#### A l'óblast d'Ivano-Frankivsk
- Museu nacional Iosafat Kobrynskyi d'art popular de Hutsúlsxyna i Pokúttia (Національний музей народного мистецтва Гуцульщини та Покуття імені Й. Кобринського), anomenat en honor del capellà i mecenes d'art Iosafat Kobrynskyi (Йосафат Миколайович Кобринський, Iosafat Mykolàiovytx Kobrynskyi, Kolomýia, 1818 - poble de Myxyn, óblast d'Ivano-Frankivsk, 1901). Es troba a Kolomýia, óblast d'Ivano-Frankivsk, i conté una col·lecció d'art popular del país dels Hutsuls i de Pokúttia. Vegeu la seva pàgina oficial Arxivat 2021-02-11 a Wayback Machine. (en ucraïnès).

- Museu de l'art de la Pysanka o simplement Museu de la Pýsanka (Музей писанкового розпису, Muzei pýsankoho ròzpyssu, també: Музей «Писанка», Muzei "Pýsanka"), Kolomýia, óblast d'Ivano-Frankivsk. Museu dedicat a l'art de pintar ous, o "pýsanka", emplaçat en un edifici singular de l'any 2000, amb una entrada en forma d'ou. Vegeu la seva pàgina oficial Arxivat 2010-10-18 a Wayback Machine. (en ucraïnès).

- Museu de l'art popular i la vida de Hutsúlsxyna (Косівський музей народного мистецтва та побуту Гуцульщини), a la ciutat de Kóssiv, a óblast d'Ivano-Frankivsk, es dedica a l'art i la vida a la regió de Hutsúlsxyna i forma part del museu mencionat a dalt. Vegeu la seva pàgina oficial (en ucraïnès).

- Museu etnogràfic i ecològic dels Carpats de Iaremtxe (vegeu a baix sota "museus etnogràfics")

#### A altres óblasts o ciutats
- Museu privat de finques urbanes de Khàrkiv (Харкiвський приватний музей мIської садиби), fundat el 2002 a la ciutat de Khàrkiv, conté un dels millors conjunts arquitectònics del segle xix a Europa de l'Est, però en un estat "no perfecte". S'hi estan duent a terme obres de restauració. És la continuació de l'antic Centre per a l'estudi del patrimoni històric de l'óblast de Khàrkiv, ja difunt per indiferència política.

- Museu municipal d'art de Khmelnitski. A part d'altres obres i col·leccions interessants, té una compacta però excel·lent col·lecció d'obres de la Maria Pryimatxenko (però no sempre exposades per falta d'espai).

- Museu d'art Nykanor Onatskyi de l'óblast de Sumi (Сумський обласний художній музей імені Никанора Онацького, Sumskyi oblasnyi khudojnii muzei imeni Nykanora Onatskoho), a la ciutat de Sumi, museu anomenat, en honor del seu fundador, el pintor, poeta, mestre, coneixedor de les arts i personatge públic Nykanor Onatskyi (Никано́р Харито́нович Она́цький, Nykanor Kharitònovytx Onatskyi, llogarret de Khomenky, Poltàvsxyna, 1875 - Poltava, 1937). Va ser fundat el 1920 a base de col·leccions privades "nacionalitzades". Vegeu la una pàgina sobre el museu[Enllaç no actiu] (en ucraïnès).

#### Museus d'art dedicats a un sol artista
- Museu d'Ievhen Adòlfovytx Kibryk (Євген Адольфович Кібрик, 1906-1978), dibuixant, artista gràfic. El museu està emplaçat a la ciutat de Voznessensk (Вознесе́нськ), a l'óblast de Mikolaiv.

- Museu de pintura d'Ivan Aivazovsky, Crimea. Dedicat a la pintura d'Ivan Aivazovsky (ucraïnès: Іва́н Костянти́нович Айвазо́вський, Ivan Kostiantýnovytx Aivazovskyi; rus: Иван Константинович Айвазовский; armeni: Հովհաննես Այվազովսկի, Hovhannes Aivasovsky, originalment Aivazian, 1817-1900), pintor que vivia i treballava a Crimea, imperi Rus, d'origen armeni, especialitzat en marines. Vegeu imatges a la plana d'un museu d'Armènia

#### Algunes galeries d'art importants
- PinchukArtCentre, Kíev. Galeria d'art contemporani, creat pel magnat de l'acer i mecenes Víctor Pintxuk (Віктор Пінчук). Pàgina oficial del centre Arxivat 2009-12-13 a Wayback Machine. (en ucraïnès, rus i anglès).

- Galeria ARTEast, Kíev

- Kiev Art Gallery, Kíev

### Esglésies-museu, monestirs-museu
- Església de Sant Andreu de Kíev (Андрiївська церква), Kíev. Una església rococó ortodoxa (!), construïda per Francesco Bartolomeo Rastrelli i emplaçada en un barri emblemàtic de Kíev, a vegades anomenat el "Montmartre de Kíev".

- Catedral de Santa Sofia de Kíev, Patrimoni de la Humanitat.

- Conjunt del monestir de les coves de Kíev, Patrimoni de la Humanitat. A part de les esglésies i coves, inclou 4 museus separats d'art i tècnica - vegeu als diferents apartats - i una biblioteca important. Vegeu també la seva pàgina oficial Arxivat 2009-10-17 a Wayback Machine. (en ucraïnès i rus)

- Capella de la família Boïm (Каплиця Боїмів) a Lviv. Aquest insigne monument arquitectònic de principis del segle xvii és un dels exemples més reeixits d'arquitectura manierista d'Europa Central i de l'Est, fou construït entre el 1607 i 1611 com a capella familiar pel ric comerciant, Heorhii Boïm (en hongarès: György Boym, Diord Boim), d'origen transilvà hongarès, i la seva dona, en el que abans era un cementiri (ara el centre de la ciutat). Alguns investigadors creuen que l'arquitecte fou Andríi Bemer (en polonès: Andrzej Bemer, en alemany: Andreas Bemer), d'origen silesià, txec o alemany. Conté pintura i decoració escultòrica de l'època.

### Museus de literatura
- Museu nacional de literatura d'Ucraïna (Національний музей літератури України), a Kíev.
- Vegeu també totes les cases-museu d'escriptors, a baix.

### Cases-museu (d'escriptors, músics, etc.)
- Vegeu també les seccions més amunt de "Museus de literatura" i "Museus d'art dedicats a un sol artista".

#### A Kíev
- Casa-museu de Pavló Tytxyna (Літературно-меморіальний музей-квартира П.Г.Тичини), Kíev. Museu sobre la vida i obra de Pavló Tytxyna, poeta, activista i polític ucraïnès, en greu perill de desaparèixer a causa de l'especulació i falta de política cultural.

- Casa-museu de Lèssia Ukraïnka (Музей Лесі Українки у Києві), Kíev. Casa-museu on va viure Lèssia Ukraïnka (Ле́ся Украї́нка, 1871-1913), gran poeta, dramaturg i prosista ucraïnesa durant alguns períodes entre 1890 i 1910. A Crimea hi ha una altra casa-museu dedicada a l'escriptora a Ialta,[1] quatre més a Ucraïna i una a Geòrgia.

- Casa-museu de Maksym Rylskyi (Київський літературно-меморіальний музей Максима Рильського), Kíev. Dedicat a Maksym Rylskyi, poeta, traductor i home polític ucraïnès.

- Museu d'Oleksander Korniitxuk, Kíev. Oleksander Korniitxuk (Олекса́ндр Євдоки́мович Корнійчу́к) fou un important escriptor.

- Museu nacional de Taràs Xevtxenko (Націона́льний музе́й Тара́са Шевче́нка), Kíev. Dedicat a Taràs Xevtxenko, escriptor, poeta, dramaturg, traductor, pintor. De fet, hi ha deu museus al país dedicats a aquest escriptor, dos a Kíeev. Aquesta multiplicació de museus es va dur a terme durant l'època soviètica, fent una sobre-mitificació de la figura del més gran escriptor ucraïnès, igual que es va fer amb Ivan Frankó i Lèssia Ucraïnka, distorsionant la valor i la imatge del poeta i convertint-lo en una mena d'ídol oficiós, causant una reacció general de rebuig o cansament.

- Casa-museu de Taràs Xevtxenko (Літературно-меморіальний будинок-музей Тараса Шевченка), Kíev.

- Casa-museu de Mikhaïl Bulgàkov (Музей Михайла Булгакова, nom complet: літературно-меморіальний будинок-музей Михайла Булгакова у Києві), Kíev. L'escriptor rus, Mikhaïl Bulgàkov, va néixer a Kíev i hi va viure molts anys creatius allí, com també a Moscou i altres llocs. Aquest museu es troba a la famosa baixada de sant Andreu, una mena de Montmartre ucraïnès, junt amb el Museu d'un carrer. Es troba a l'edifici Будинок Турбіних, "Can Turbina", la casa de la família Turbina, de la banda de l'àvia materna de Bulgàkov.

- Museu de Hryhorii Svitlytsky (Меморіальний будинок-музей Григорія Світлицького), Kíev. Dedicat a aquest artista.

- Casa-museu de Mykola Lyssenko (Будинок-музей Миколи Лисенка), Kíev. Dedicat a un dels compositors més importants d'Ucraïna, Mykola Lyssenko.

- Museu de Víktor Kossenko (Меморіальний кабінет-музей Віктора Косенка), Kíev. Museu dedicat a Víktor Kossenko, compositor, pianista i pedagog.

#### A l'óblast de Poltava
- Casa-museu literari-memorial de Hrihorii Sàvytx Skovorodà (Національний літературно-меморіальний музей Г.С. Сковороди), dedicat al gran filòsof i poeta ucraïnès, Hrihorii Skovorodà (1722–1794), a la vil·la amb jardins (segle xviii) on va viure, a l'assentament de tipus urbà de Txornukhy (Чорнухи). Vegeu fotos a la plana "Les 7 meravelles d'Ucraïna" Arxivat 2011-04-21 a Wayback Machine. (en ucraïnès).

- Casa-museu literari-memorial d'Ivan Petróvytx Kotliarevskyi (Літературно-меморіальний музей та садиба І.П. Котляревського). Casa amb jardí on va viure el famós poeta ucraïnès, Ivan Kotliarevskyi, al bell mig de la ciutat de Poltava (Полтава). Vegeu una imatge a la pàgina "Les 7 meravelles d'Ucraïna" Arxivat 2010-05-28 a Wayback Machine. (en ucraïnès).

- Casa-museu literari-memorial de Mykola Vassyliovytx Hóhol (Великосорочинський літературно-меморіальний музей Миколи Васильовича Гоголя). Fundat el 1929, es troba a la casa de naixement de l'insigne escriptor, Mykola Hóhol (més conegut pel seu nom en rus, Nikolai Gógol), al poble de Velyki Soròtxyntsi (Вели́кі Соро́чинці). El poble encara conserva l'espai on es feia (es fa?) la famosa fira que descriu el Hóhol a la seva història "La fira de Soròtxyntsi" (publicat en català com a "La fira de Sorotxinzi", sic). Vegeu una foto de la casa a la plana "Les 7 meravelles d'Ucraïna" Arxivat 2010-05-28 a Wayback Machine. (en ucraïnès).

- Casa-museu reserva Mykola Hóhol (Музей-заповідник М. Гоголя у с. Гоголеве), al poble on l'autor es va criar i va passar la seva joventut (i on tornava sovint d'adult per passar temporades) - Hóholeve (Гоголеве, a l'època, Василівка, Vassýlivka, després Яновщина, Ianovsxyna), al raion de Xyxatskyi (Шишацький район). El museu inclou la reconstrucció fidel de la casa que varen construir els pares (va ser destruït a la Segona Guerra Mundial però reconstruït d'acord amb els plànols que es van conservar, els dibuixos i pintures del mateix autor, fotos de l'època, cartes i memòries), més els jardins que l'envolten, amb gruta i llac. Vegeu el plànol de l'espai i algunes fotos del complex a la plana d'Oko (en ucraïnès).

#### A altres óblasts o ciutats

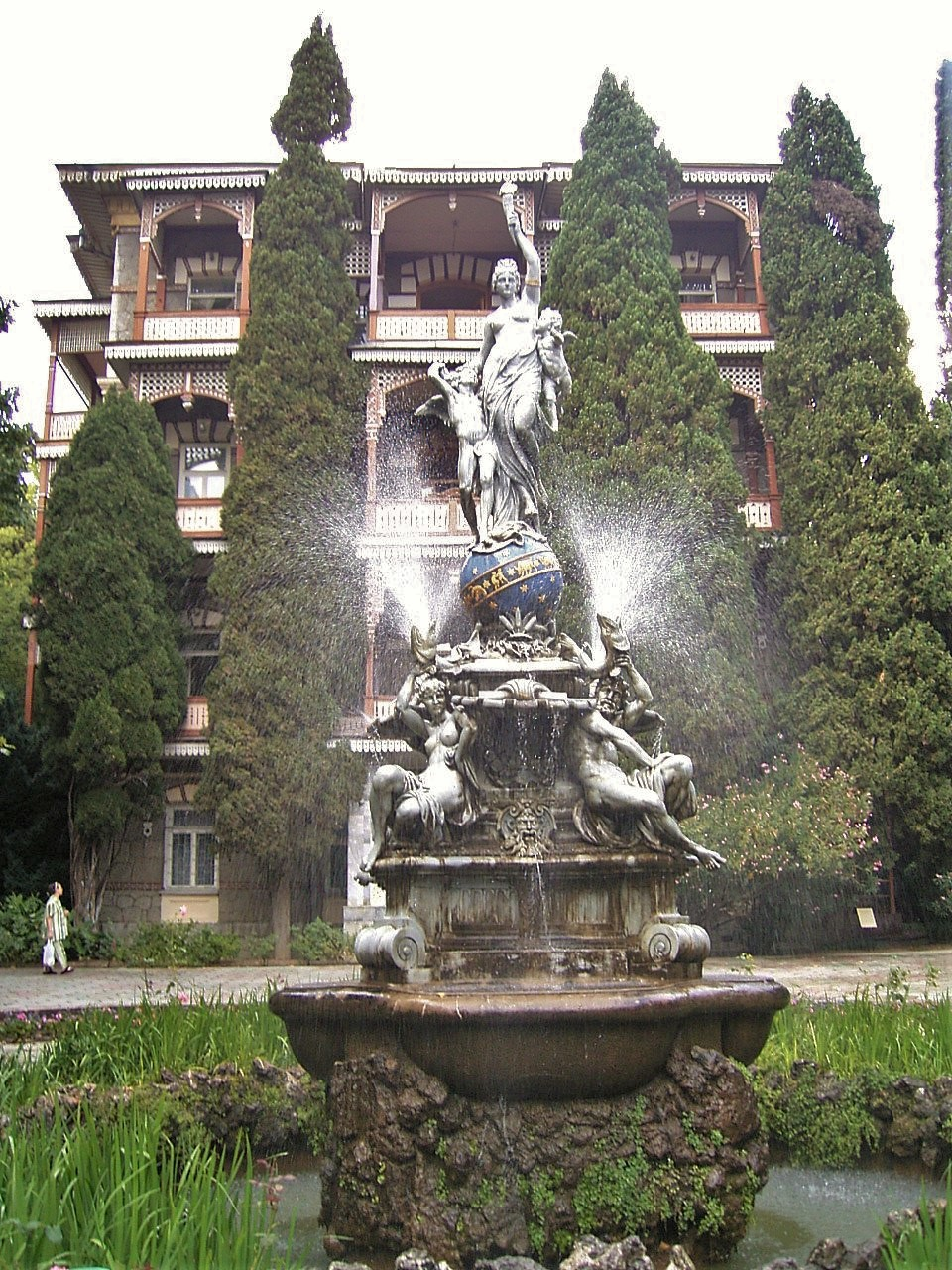
Font "La deessa de la nit", a Hursuf, Crimea.

Cases-museu dedicades a Lèssia Ukraïnka, a més de la de Kíev:
- Casa-museu de Lèssia Ukraïnka a Ialta (Літературно-меморіальний музей-садиба Лесі Українкисі у Ялті), a Crimea. Casa on la gran escriptora ucraïnesa, Lèssia Ukraïnka (Ле́ся Украї́нка, 1871-1913), havia passat algunes estones. Llegiu una breu biografia i informació sobre el museu a una pàgina turística de Crimea Arxivat 2012-01-13 a Wayback Machine. (en anglès), i vegeu imatges de la casa modernista a la mateixa plana Arxivat 2010-03-14 a Wayback Machine..

- Casa-museu literari-memorial de Lèssia Ukraïnka a Kolodiajne (Літературно-меморіальний музей-садиба Лесі Українки), al poble a l'óblast de Volýn on va viure de nena, Kolodiajne (Колодяжне).

- Casa-museu literari-memorial de Lèssia Ukraïnka a Novohrad-Volynskyi (літературно-меморіальний музей Лесі Українки у Новоград-Волинському), a la casa on va néixer a Novohrad-Volynskyi (Новоград-Волинський), a l'óblast de Jitòmir.

- Museu de la família Kóssatx a Novohrad-Volynskyi (Музей родини Косачів у Новограді-Волинському), a l'óblast de Jitòmir, dedicat a l'autora i la seva família, els Kóssatx.

- Museu de Lèssia Ukraïnka a Surami (Музей Лесі Українки у Сурамі), a la petita ciutat i balneari, Surami (en georgià: სურამი), a l'interior de Geòrgia, a l'edifici on l'autora va passar els seus últims dies, a part d'algunes estades anteriors. L'edifici també es fa servir de biblioteca en l'actualitat.

Cases-museu dedicades a Anton Txékhov a Ucraïna (tots dos a Crimea):
- Casa-museu d'Anton Txékhov (1860 - 1904), emplaçat a Ialta, Crimea, a la casa que l'escriptor rus s'havia fet construir i on vivia, escrivia i organitzava tertúlies. Llegui més a una plana turística de Crimea, a la secció sobre Txékhov i la seva casa Arxivat 2010-01-27 a Wayback Machine., i vegeu les imatges a la mateixa plana Arxivat 2010-01-22 a Wayback Machine..

- Datxa-museu d'Anton Txékhov, a Hursuf o Gursuf, Crimea. Una altra casa-museu, a uns 15 minuts en cotxe o transport públic del de Ialta, ocupa la datxa o caseta de camp on el Txékhov anava per tenir més tranquil·litat i escriure. Vegeu un vídeo turístic de Hursuf (però no de la casa-museu), sense text.

### Museus d'història, arqueologia

#### AKíev
- Museu nacional d'història d'Ucraïna (Націона́льний музе́й істо́рії Украї́ни, Natsionalnyi muzei istoriï Ukraïny), vegeu una pàgina dedicada a ell Arxivat 2010-03-26 a Wayback Machine. (en ucraïnès i georgià), i també la seva pàgina oficial Arxivat 2011-10-27 a Wayback Machine., que al moment (agost 2010) està temporalment fora de servei.

- Complex memorial del "Museu nacional de la història de la Gran Guerra Pàtria del 1941-1945" (Меморіальний комплекс «Національний музей історії Великої Вітчизняної війни 1941—1945 років»), museu que data dels temps soviètics sobre la Segona Guerra Mundial (Дру́га світова́ війна́), o com s'anomenava a la Unió Soviètica, la Gran Guerra Pàtria (en ucraïnès: Вели́ка Вітчизня́на війна). Vegeu la seva pàgina oficial Arxivat 2022-04-10 a Wayback Machine. (en ucraïnès, rus i anglès). A la versió en ucraïnès apareix una llista de cartes de soldats no llegides (no enviades) de 1941, confiscades pels alemanys, mantingudes a un museu de Viena i retornades el 2010 (!). Mai no havien estat obertes. Ara les autoritats les estan estudiant i fan una crida a la població perquè responguin si es veuen a la llista dels destinataris o si saben alguna cosa de les seves famílies. S'han escanejat els sobres amb les adreces dels destinataris i s'han penjat a la pàgina del museu, aquí Arxivat 2011-10-17 a Wayback Machine..

- Museu de tresors històrics d'Ucraïna (Музе́й істори́чних кошто́вностей Украї́ни, Muzei istorytxnyi koixtóvnostei Ukraïny), dins del conjunt del Monestir de les Coves de Kíev, forma part del Museu nacional d'història d'Ucraïna. Vegeu la seva pàgina oficial (en ucraïnès).

- Museu d'arqueologia (Археологічний музей, Arkheolohitxnyi muzei), que forma part de l'Institut d'Arqueologia de l'Acadèmia Nacional de Ciències d'Ucraïna (НАЦІОНАЛЬНА АКАДЕМІЯ НАУК УКРАЇНИ, ІНСТИТУТ АРХЕОЛОГІЇ) - vegeu la pàgina oficial del museu (en ucraïnès).

- Museu nacional de Txornobyl (Національний музей «Чорнобиль», Natsionalnyi muzei Txornobyl), vegeu la seva pàgina oficial (en ucraïnès, rus i anglès).

- Fortalesa de Kíev, museu i monument històric i arquitectònic (Історико-архітектурна памятка-музей "Київська фортеця", Istòryko-arkhitekturna pàmiatka-muzei "Kýïvska fortètsia"), inclou una sèrie de fortificacions molt grans de l'imperi Rus a Kíev, segle xix, construïdes a vegades sobre algunes fortificacions més antigues. Vegeu la pàgina que hi dedica "Ucraïna incògnita" Arxivat 2010-11-29 a Wayback Machine. (en ucraïnès, amb imatges).

- Museu de l'ocupació soviètica (Музей радянської окупації, Muzei radiànskoï okupàtsiï), vegeu aquesta pàgina Arxivat 2010-08-19 a Wayback Machine. sobre el museu (en ucraïnès, rus, alemany i anglès).

- Museu d'un carrer (Музей однієї вулиці). Petit museu privat dedicat a la història de la baixada de Sant Andreu o baixada d'Andríi (Андрі́ївський узві́з, Andríïvskyi uzviz). En aquest carrer també s'hi troba la casa-museu de Bulgàkov. Pàgina oficial (principalment en rus, amb parts en ucraïnès i anglès).

#### A altres ciutats
- Fundació caritativa jueva ucraïnesa Khesed-Arieh, Casa de la Misericòrdia ("Хесед-Ар'є" - Всеукраїнський єврейський благодійний фонд, Будинок милосердя), també coneguda com a Seguint els passos dels jueus de Halytxynà (Слідами галицьких євреїв), és un centre d'ajuda per jueus de Halytxynà (Galítsia) necessitats, però també organitza exposicions i festivals amb temàtica jueva. Vegeu la seva pàgina oficial Arxivat 2011-03-16 a Wayback Machine. (en ucraïnès, rus i anglès).

- Memorial nacional a les víctimes de règims d'ocupació "Presó del carrer Lonskyi " (Національний меморіал пам'яті жертв окупаційних режимів «Тюрма на Лонцького», Tiurmà na Lòntskoho) a Lviv, fou usat com a presó per presos polítics pels règims polonès, nazi i soviètic. Pàgina oficial (en ucraïnès).

- Museu dels presoners polítics de Ternópill Arxivat 2007-12-13 a Wayback Machine. (Тернопільський музей політичних в'язнів, Ternópillskyi muzei politýtxnykh v'iaznyv), Ternópill, forma part del museu comarcal però també d'una xarxa de museus sobre els GULAG, tant a Ucraïna com a Belarús i Rússia. La pàgina del museu a Ternópil Arxivat 2007-12-13 a Wayback Machine. està en ucraïnès, mentre que la pàgina sobre la xarxa dels museus sobre el GULAG Arxivat 2010-02-02 a Wayback Machine. està en rus, alemany i anglès.

### Museus de ciència, tècnica

#### A Kíev
- Centre nacional de recerca sobre la restauració (Національний науково-дослідний реставраційний центр України), a Kíev. És un centre dedicat a la restauració d'objectes d'art o objectes de valor històric, com ara obra gràfica, pintura a tempera, pintura a l'oli, arts decoratives i manuscrits, documents, incunables i llibres impresos antics. Visiteu la seva pàgina oficial (en ucraïnès).

- Museu de l'Aigua / Centre d'informació de l'aigua (Водно-інформаційний центр), Kíev. Un agradable museu situat en una torre d'aigua i bomba d'aigua de principis de segle. Amena visita guiada amb espai final de jocs amb bombolles (de mida humana).

- Museu del metro de Kíev (Музей Київського метрополітену), Kíev

- Museu del llibre i de la impressió (Музей книги та друкарства), es troba dins el recinte del Monestir de les Coves de Kíev.

- Museu de zoologia (Київський зоологічний музей), Kíev

- Museu nacional de medecina d'Ucraïna (Національний музей медицини України), Kíev

- Farmàcia-museu de Kíev (Аптека-музей у Києві), Kíev

- Museu de la pedagogia (Педагогічний музей), Kíev

- Museu estatal de l'aviació (Державний музей авіації), Kíev

#### A Lviv
- Farmàcia-museu "Sota l'àliga negra" de Lviv (Аптека-музей "Під чорним орлом" у Львові). Una farmàcia-museu amb diverses plantes que data del 1735, inclou el subsòl on s'elaboraven les receptes. Vegeu la pàgina Karpaty (en ucraïnès) o la de LvivBest Arxivat 2009-04-06 a Wayback Machine. (en anglès i parcialment en ucraïnès).

- Museu d'història del ferrocarril de Lviv (Музей історії львівської залізниці), a Lviv.

- Museu de l'elaboració de la cervesa (Музей пивоваріння) a Lviv. Museu fundat el 2005, a l'ocasió del 290è aniversari de la fundació de la fàbrica de cervesa de Lviv, permet als visitants descobrir el món d'inesgotable profunditat de la cervesa, des dels misteris del seu naixement, la seva història, orígens i l'elaboració tradicional de la cervesa "Lviv", fins a la seva degustació.

- Museu popular del pa "protecció de la Santíssima Verge" (Народний музей хлібу покрови Пресвятої Богородиці), a Lviv.

#### A altres ciutats
- Museu de l'astronàutica i memorial de Serhíi Pàvlovytx Koroliov (Музей космонавтики імені Сергія Павловича Корольова). En Serhíi Koroliv o Koroliov (Сергі́й Па́влович Королів o Корольо́в, 1906 - 1966) fou enginyer soviètic ucraïnès, considerat el pare de l'astronàutica soviètica. Aquest museu és a la ciutat de Jitòmir (Жито́мир), óblast de Jitòmir.

### Museus recreatius
- Museu de la cera, Kíev. Figures de cera.

### Museus etnogràfics
A part dels museus d'art popular i vida inclosos sota la secció de museus d'art, Ucraïna és rica en museus etnogràfics, en particular els pobles-museu. Alguns museus que no són pobles-museu inclouen:
- Museu d'etnografia i de les arts decoratives - vegeu a dalt sota "museus d'art".

- Museu etnogràfic i ecològic dels Carpats de Iaremtxe (Яремчанський музей етнографії та екології Карпатського краю), a la ciutat de Iaremtxe. Sobre temes d'etnografia i d'ecologia als Carpats. Vegeu la seva pàgina oficial (en ucraïnès).

- Museu etnogràfic de Crimea (Кримський етнографічний музей), es troba a Simferópol, Crimea.

#### Pobles-museu, eco-museus a l'aire lliure a Ucraïna
L'ecomuseu o poble-museu és un concepte molt comú a Ucraïna, on se'n diuen skànseny o skànsens (ска́нсени, skànseny), paraula d'origen escandinava, o també "prosto neba" (просто неба), frase que vol dir "a l'aire lliure" o "a cel obert"(literalment: "simplement el cel"). Normalment estan formats per edificis portats d'arreu o que ja hi eren, però també s'hi fan recreacions usant les tècniques de construcció tradicionals.
- Museu d'arquitectura popular i etnografia d'Ucraïna (Музей народної архітектури та побуту України), a prop del poble de Pyróhiv, a l'óblast de Kíev. És un museu a l'aire lliure o ecomuseu que conté arquitectura (diversos edificis, com ara habitatges, molins de vent, etc.) i objectes d'art tradicional de tota Ucraïna.
- Museu d'arquitectura popular, etnografia i art infantil de Prelesne (Музей народної архітектури, побуту та дитячої творчості в селі Прелесне), poble de Prelesne, óblast de Donetsk. A part dels edificis (habitatges, molins de vent de fusta, etc.), conté col·leccions d'art naïf i popular, i d'art fet per nens.
- Assentament d'en Mamai, Centre d'informació "Cosac Mamai" (Мамаєва Слобода, Центр народознавства "Козак Мамай"), es troba al Vidradnyi park (Відрадний парк), al Solomianskyi raion o districte (Солом'янський район) de la ciutat de Kíev. Recreació d'un assentament cosac del segle xviii.[2]
- Museu d'arquitectura popular i etnografia a mig curs del Dnipró (Музе́й наро́дної архітекту́ри та по́буту Сере́дньої Наддніпря́нщини), prop de Pereiàslav (Переяслав), óblast de Kíev. Arquitectura, objectes d'art popular, algunes peces arqueològiques i monuments megalítics (Кам'яні баби, kàmiani baby, en singular: Кам'яна баба, kàmiana baba, o sigui, "dona de pedra", per exemple).
- Etno-parc Xevtxénkivskyi hai, nom complet: Museu d'arquitectura popular i etnografia "Xevtxénkivskyi hai" (Шевче́нківський гай — етно-парк; Музей народної архітектури і побуту «Шевченківський гай»), prop de Lviv. S'enfoca cap a l'arquitectura i l'etnografia de la Ucraïna occidental, en particular Halytxynà i el Hutsuls, Lemkos i Boikos (rutens o rusyny, русини), però també Bucovina, Podíl·lia i Volyn.
- Museu d'arquitectura popular i etnografia de Zakarpàttia (Закарпатський музей народної архітектури та побуту), a Újhorod, Transcarpàcia. Esglésies de fusta espectaculars i altres edificis, principalment de fusta, com també de tova o maçoneria.
- Casa-museu Savka. Una casa-museu de la vida rural a 10 km de Kíev al poble de Nove Petrovtsy.

## Museus a l'estranger relacionats amb Ucraïna
- Poble-museu del patrimoni cultural ucraïnesocanadenc (ucraïnès: Село́ спа́дщини украї́ноканадської культу́ри, Seló spàdsxyny ukraï´nokanadskoï cultury; anglès: Ukrainian Cultural Heritage Village), prop d'Edmonton, Alberta, Canadà, sobre la vida dels immigrants ucraïnesos del s. XIX a Alberta. Forma part del gran complex de l'Ecomuseu del país de Kalyna.
- Ecomuseu del país de Kalyna (Kalyna Country ecomuseum, Еко-туристичний музей Калина Кантрі), Província d'Alberta, Canadà